# Lundbock
Lundbock (Stenocorus meridianus) är en skalbagge i familjen långhorningar. 

## Kännetecken
Lundbocken är en ganska stor skalbagge som blir mellan 15 och 25 millimeter lång. Färgteckningen varierar från svart till gulbrun. Hanen har täckvingar som oftast är gulbruna framtill och med mörkare spets. Även sömmen (suturen) mellan täckvingarna på hanen är mörk. Honans täckvingar är oftast mörkare men med ljusare skuldror. Det finns även helsvarta individer. Antennerna hos hanen är ungefär lika lång som kroppen. Honornas antenner är kortare.

## Utbredning
Lundbocken finns i Sverige från Skåne till södra Dalarna. På vissa ställen är den ganska vanlig, men populationen anses vara på tillbakagång. Den finns även i Danmark, och i södra Norge och Finland. Den finns i en stor del av Europa och vidare österut till mellersta Sibirien. 

## Levnadssätt
Lundbocken påträffas framför allt i äldre ädellövskog. Larven lever oftast i döda rötter på ekar, men även bok, ask och lönn. Larvens utveckling tar minst två år. Den förpuppar sig i den omgivande förnan. Den fullvuxna skalbaggen kan hittas på blommor där den äter pollen och nektar, till exempel på älggräs, strätta och spenört. 

## Etymologi
Meridianus betyder sydlig på latin.